# Synot Tip Open 2012
Il Synot Tip Open 2012 è stato un torneo di tennis facente parte della categoria ITF Women's Circuit nell'ambito dell'ITF Women's Circuit 2012. Il torneo si è giocato a Praga in Repubblica Ceca dal 20 al 26 agosto 2012 su campi in terra rossa e aveva un montepremi di $25,000.

## Vincitori

### Singolare
Katarzyna Kawa ha battuto in finale  Renata Voráčová con il punteggio di 6–4, 6–1

### Doppio
Jesika Malecková /  Tereza Smitková hanno battuto in finale  Anastasija Pivovarova /  Arina Rodionova con il punteggio di 6–1, 6–4